# Integral de McShane
O matemático estadunidense Edward James McShane apresentou, em 1973, uma nova formulação da integral de Lebesgue sem o recurso à Teoria da Medida. Neste âmbito, passava na altura, a ser uma alternativa ao curso de F. Riesz e B. Sz. Nagy (ver [Ch.II]). Com base na integral de Henstock-Kurzweil, também conhecida por integral de Riemann generalizada, surgida uma década antes através dos trabalhos independentemente desenvolvidos pelo matemático inglês Ralph Henstock (1923-2007) e pelo matemático checo Jaroslav Kurzweil (1926-2022), McShane dá origem a uma integral, que haveria de ficar conhecida pelo seu nome. Usando as mesmas somas de Riemann tão bem conhecidas de muitos estudantes dos cursos de Ciências e Engenharia, tal integral não era, contudo, uma integral nova já que se formalizava equivalente à integral de Lebesgue, apresentada no princípio do século XX pelo francês Henri Lebesgue.

## Partições, Pontilhados e Calibres
Tratando-se de uma integral baseada nas somas de Riemann, assenta ela obviamente em conceitos conhecidos como o de partição e ainda outros inerentes à integral de Henstock-Kurzweil. A nomenclatura relativa a estas noções variam bastante de autor para autor. Esta nossa exposição é nesse ponto sobretudo inspirada por definições semelhantes usadas, por exemplo, por Elon Lages de Lima e Djairo Guedes de Figueiredo no que respeita à integral de Riemann.
Dado um intervalo limitado e fechado, {\displaystyle [a,b]}, da reta real, {\displaystyle \mathbb {R} }, por partição de {\displaystyle [a,b]} entenderemos um qualquer conjunto {\displaystyle P=\{x_{0},x_{1},...,x_{n}\},} finito e ordenado {\displaystyle (x_{0}<x_{1}<...<x_{n})} em que {\displaystyle x_{0}=a} e {\displaystyle x_{n}=b}. Cada intervalo {\displaystyle [x_{i-1},x_{i}]} {\displaystyle (i=1,...,n)} é chamado de subintervalo determinado pela partição {\displaystyle P.} O valor {\displaystyle \left\vert P\right\vert =max\{x_{1}-x_{0},...,x_{n}-x_{n-1}\},} será dito diâmetro da partição {\displaystyle P.} Por {\displaystyle \wp [a,b])} designaremos o conjunto de todas as partições do intervalo {\displaystyle [a,b]}.
Relativamente a uma partição {\displaystyle P=\{x_{0},x_{1},...,x_{n}\}}, chamaremos pontilhado de {\displaystyle [a,b]} admissível para {\displaystyle P}, a qualquer sequència finita de pontos daquele intervalo, {\displaystyle T:t_{1},...,t_{n},} que tenha {\displaystyle n} termos, ou seja, tantos quantos os subintervalos de {\displaystyle [a,b]} determinados por {\displaystyle P}. Um dado pontilhado, {\displaystyle T} de {\displaystyle [a,b]}, diz-se subordinado à partição {\displaystyle P=\{x_{0},x_{1},...,x_{n}\}} de {\displaystyle [a,b]}, se e só se {\displaystyle T} tiver um e um só elemento {\displaystyle t_{i}} em cada um dos subintervalos {\displaystyle [x_{i-1},x_{i}]} {\displaystyle (i=1,...,n)} em que {\displaystyle P} decompõe o intervalo {\displaystyle [a,b]}. Isto é, {\textstyle t_{i}\in [x_{i-1},x_{i}],\ i=1,...,n.}
Notemos que a sequência {\displaystyle T:t_{1},...,t_{n},} pode admitir termos repetidos, e que o número {\displaystyle n}, indicado, tem em conta essa repetição. Observe- se que  no caso de {\displaystyle T} ser um pontilhado subordinado à partição {\displaystyle P}, então o número de repetições não excede 2. Este mesmo número pode ser superior no caso de não haver subordinação.
Com uma partição {\displaystyle P} e um pontilhado {\displaystyle T} que lhe seja admissível, podemos formar o conjunto
{\displaystyle {\dot {\mathcal {P}}}(T,P)=\{(t_{1},[x_{0},x_{1}]),...,(t_{n},[x_{n-1},x_{n}])\}=\{(t_{i},[x_{i-1},x_{i}]):i=1,...,n\}}, 
a que chamaremos partição pontilhada associada ao par {\textstyle (T,P)}. 
Todos estes conceitos provêm, como se sabe, da integral de Riemann. Os que se seguem têm origem na formulação da integral de Henstock-Kurzweil. 
Iremos considerar partições pontilhadas de dois tipos. Umas em que o pontilhado  {\displaystyle T} está subordinado à partição {\displaystyle P}, as quais chamaremos de partição de pontilhado subordinado, e aquelas em que, pelo contrário,  {\displaystyle T} não está subordinada a {\displaystyle P}, a que daremos o nome de partição livremente pontilhada. 
Dada uma função positiva {\textstyle \delta :[a,b]\rightarrow \mathbb {R} _{+}}, uma partição pontilhada {\displaystyle {\dot {\mathcal {P}}}(T,P)}, associada ao par {\textstyle (T,P)}, é dita {\displaystyle \delta }-fina sempre que 
{\textstyle [x_{i-1},x_{i}]\subset ]t_{i}-\delta (t_{i}),t_{i}+\delta (t_{i})[}, para {\textstyle i=1,...,n}. 
Nestas circunstâncias, a função {\displaystyle \delta } toma o nome de calibre. 
São válidas as seguintes relações com as amplitudes dos subintervalos determinados por uma partição pontilhada que seja  {\displaystyle \delta }-fina. 

### Teorema 1
{\displaystyle (i)} Se a partição pontilhada {\displaystyle {\dot {\mathcal {P}}}(T,P)} for {\displaystyle \delta }-fina então existe um outro calibre {\displaystyle \gamma (t)} tal que
{\displaystyle 0<x_{i}-x_{i-1}<\gamma (t_{i})} para {\textstyle i=1,...,n}.
{\displaystyle (ii)} Dada uma partição de pontilhado subordinado, {\displaystyle {\dot {\mathcal {P}}}(T,P)},
se existir um calibre {\displaystyle \gamma (t)} tal que {\displaystyle 0<x_{i}-x_{i-1}<\gamma (t_{i})} para {\textstyle i=1,...,n}, então {\displaystyle {\dot {\mathcal {P}}}(T,P)} é {\displaystyle \gamma }-fina.
{\displaystyle (iii)} Se {\textstyle \delta (t)} for um calibre limitado e {\displaystyle \delta >0} for um número real tal que {\displaystyle \delta (t)\leq \delta }, qualquer que seja {\textstyle t\in [a,b]}, e  {\textstyle {\dot {\mathcal {P}}}(T,P)} for uma partição pontilhada que seja {\displaystyle \delta }-fina, então tem-se necessariamente {\displaystyle |P|<2\delta }.
Na verdade, se {\displaystyle {\dot {\mathcal {P}}}(T,P)} for {\displaystyle \delta }-fina, temos com {\displaystyle \gamma (t)=2\delta (t)}, para {\textstyle i=1,...,n},  
{\textstyle [x_{i-1},x_{i}]\subset ]t_{i}-\delta (t_{i}),t_{i}+\delta (t_{i})[=]t_{i}-\gamma (t_{i})/2,t_{i}+\gamma (t_{i})/2[}, 
o que implica {\displaystyle 0<x_{i}-x_{i-1}<\gamma (t_{i})}, o que demonstra {\displaystyle (i)}. 
Inversamente, para mostrarmos {\displaystyle (ii)}, seja {\displaystyle {\dot {\mathcal {P}}}(T,P)} tal que {\displaystyle 0<x_{i}-x_{i-1}<\gamma (t_{i})} para {\textstyle i=1,...,n,}  relativamente a um dado calibre {\displaystyle \gamma (t)}. Então se {\textstyle t_{i}\in [x_{i-1},x_{i}],\ i=1,...,n,} ou seja, se o pontilhado {\displaystyle T} for subordinado a {\displaystyle P},  temos necessariamente {\textstyle [x_{i-1},x_{i}]\subset ]t_{i}-\gamma (t_{i}),t_{i}+\gamma (t_{i})[}, para {\textstyle i=1,...,n}, ou seja, {\displaystyle {\dot {\mathcal {P}}}(T,P)} é {\displaystyle \gamma }-fina. 
A asserção {\displaystyle (iii)} é uma consequência imediata da demonstração de {\displaystyle (i)}. 

### Exemplo 1
Uma função {\textstyle \delta (t)} tal que , {\textstyle \delta (t)=\delta >0} para cada {\textstyle t\in [a,b]}, isto é que seja constante e positiva no intervalo {\textstyle [a,b]}, constitui um calibre. Dizer que uma partição pontilhada, {\textstyle {\dot {\mathcal {P}}}(T,P)}, é {\displaystyle \delta }-fina implica que {\displaystyle |P|<2\delta } independentemente do pontilhado {\displaystyle T} admissível para a partição {\displaystyle P}. Reciprocamente, se {\displaystyle |P|<\delta } então qualquer partição de pontilhado subordinado, {\textstyle {\dot {\mathcal {P}}}(T,P)}, é {\displaystyle \delta }-fina. 

## Compatibilidade
Permanece a questão de saber se qualquer calibre, {\displaystyle \delta }, admite uma partição pontilhada que seja {\displaystyle \delta }-fina. A questão é inteiramente esclarecida pelo seguinte teorema, conhecido na literatura como lema de Cousin por ser devido, noutro contexto, ao matemático francês Pierre Cousin. 

### Teorema 2
Para cada função {\displaystyle \delta :[a,b]\rightarrow \mathbb {R} _{+}}, existe uma partição de {\displaystyle [a,b]}, de pontilhado subordinado, que é {\displaystyle \delta }-fina.
A demonstração desta proposição resulta da seguinte observação. Se com {\displaystyle c\in ]a,b[}, {\textstyle {\dot {\mathcal {P}}}(T_{a},P_{a})} e {\textstyle {\dot {\mathcal {P}}}(T_{b},P_{b})} forem duas partições, de pontilhado subordinado, {\displaystyle \delta }-finas dos intervalos {\displaystyle [a,c]} e {\displaystyle [c,b]}, respetivamente, então por junção das duas partições construímos uma partição de pontilhado subordinado de {\displaystyle [a,b]}, igualmente {\displaystyle \delta }-fina. 
Assim, procedamos por contradição, supondo que não existe nenhuma partição, de pontilhado subordinado de {\displaystyle [a,b]}, que seja {\displaystyle \delta }-fina. Então para qualquer {\displaystyle c\in ]a,b[}, pelo menos um dos intervalos, {\displaystyle [a,c]} ou {\displaystyle [c,b]}, também não admite nenhuma partição de pontilhado subordinado igualmente {\displaystyle \delta }-fina. Escolhendo {\textstyle c=(a+b)/2}, o ponto médio do intervalo {\displaystyle [a,b]}, designemos tal subintervalo de {\displaystyle [a,b]}, por {\displaystyle I_{1}=[a_{1},b_{1}]}, cuja amplitude é igual a {\displaystyle (b-a)/2}. Aplicando a {\displaystyle I_{1}} o mesmo argumento, construímos analogamente um subintervalo de {\displaystyle I_{1}}, {\displaystyle I_{2}=[a_{2},b_{2}]},  de amplitude {\displaystyle (b-a)/4}, o qual também não admite nenhuma partição, de pontilhado subordinado, que seja {\displaystyle \delta }-fina. Por este processo constituímos uma sucessão descendente de intervalos fechados, 
{\displaystyle [a,b]\supset I_{1}\supset I_{2}\supset ...\supset I_{k}\supset ...,}
em que {\displaystyle I_{k}=[a_{k},b_{k}]} é um intervalo de amplitude {\displaystyle (b-a)/2^{k}} que  não admite nenhuma partição, de pontilhado subordinado, que seja {\displaystyle \delta }-fina. Nestas condições é possível afirmar que {\textstyle I=\bigcap _{k\geq 1}I_{k}} é um conjunto não vazio, limitado e fechado (ver [Teorema 12, p.145]) e além disso, singular já que {\displaystyle (b-a)/2^{k}\rightarrow 0}, quando {\displaystyle k\rightarrow \infty }. Isto é, {\displaystyle I=\{z\}}, com {\displaystyle z\in I_{k}}, qualquer que seja {\displaystyle k}. 
Mas dado que {\displaystyle \delta (z)>0}, existe {\displaystyle k} tal que {\displaystyle (b-a)/2^{k}<\delta (z)},  Como tal, {\displaystyle \{(\{z\},I_{k})\}} constitui uma partição, de pontilhado subordinado, {\displaystyle \delta }-fina do intervalo {\displaystyle I_{k}}, o que é contraditório. 

## A Integral de McShane
Dada uma função {\displaystyle f:[a,b]\rightarrow \mathbb {R} }, relativamente a uma qualquer partição pontilhada, {\textstyle {\dot {\mathcal {P}}}(T,P)}, consideremos a respetiva soma de Riemann
{\displaystyle \sigma ({\dot {P}}(T,P),f)=f(t_{1})(x_{1}-x_{0})+...+f(t_{n})(x_{n}-x_{n-1})}{\textstyle =\textstyle \sum _{i=1}^{n}\displaystyle f(t_{i})(x_{i}-x_{i-1})},
onde {\displaystyle T=\{t_{1},...,t_{n}\}} e {\displaystyle P=\{x_{0},x_{1},...,x_{n}\}}.
Estas somas de Riemann intervêm na integral de Riemann e na integral de Henstock-Kurzweil sob a condição adicional de que o pontilhado {\displaystyle T} seja subordinado à partição {\displaystyle P}. Para formularmos a integral de McShane essa condicionante não é tida em conta. Quer dizer, o pontilhado {\displaystyle T} é livre entre todos os pontilhados admissíveis para a partição {\displaystyle P}.
Nestas condições, diremos que {\displaystyle f} é integrável à McShane se existir um valor real {\displaystyle {\mathcal {M}}} tal que:
- {\displaystyle (M)} Para qualquer {\displaystyle \varepsilon >0} existe um calibre {\displaystyle \delta (t)} tal que qualquer que seja a partição livremente pontilhada, {\textstyle {\dot {\mathcal {P}}}(T,P)}, que seja {\displaystyle \delta }-fina se tem {\displaystyle |\sigma ({\dot {P}}(T,P),f)-{\mathcal {M|<\epsilon }}}.

A fim de relacionarmos este integral com o de Riemann e o de Riemann generalizado, recordemos que {\displaystyle f} é integrável à Riemann sempre que existir um valor real {\displaystyle {\mathcal {I}}} tal que:
- {\displaystyle (R)} Para qualquer {\displaystyle \varepsilon >0} existe um valor {\displaystyle \delta >0} (ou se quisermos, um calibre constante {\displaystyle \delta (t)=\delta /2})  tal que qualquer que seja a partição de pontilhado subordinado, {\textstyle {\dot {\mathcal {P}}}(T,P)}, tal que {\displaystyle |P|<\delta } (respetivamente que seja {\displaystyle \delta }-fina) se tem {\displaystyle |\sigma ({\dot {P}}(T,P),f)-{\mathcal {I|<\epsilon }}}.

Mais geralmente para a integral de Henstock-Kurzweil a respetiva definição consiste na existência de um valor real {\displaystyle {\mathcal {H}}}, de modo que
- {\displaystyle (HK)} Para qualquer {\displaystyle \varepsilon >0} existe um calibre, {\displaystyle \delta (t)},  tal que qualquer que seja a partição de pontilhado subordinado, {\textstyle {\dot {\mathcal {P}}}(T,P)}, que seja {\displaystyle \delta }-fina se tem {\displaystyle |\sigma ({\dot {P}}(T,P),f)-{\mathcal {H|<\epsilon }}}.

São óbvias as relações entre estes tipos de integrabilidade que indicamos no seguinte teorema.

### Teorema 3
Seja {\displaystyle f:[a,b]\rightarrow \mathbb {R} }. Então são válidas as seguintes implicações:
- {\displaystyle f} é integrável à Riemann {\displaystyle \Rightarrow } {\displaystyle f} é integrável segundo Henstock-Kurweil;
- {\displaystyle f} é integrável à McShane {\displaystyle \Rightarrow } {\displaystyle f} é integrável segundo Henstock-Kurzweil.

Em qualquer dos casos as integrais correspondentes coincidem.

## Unicidade
É fácil de demonstrar, em qualquer dos integrais acima apresentados, a unicidade do valor do integral.
Para o caso do integral de McShane suponhamos que existem dois valores, {\displaystyle {\mathcal {M}}_{1}} e {\displaystyle {\mathcal {M}}_{2}}, para os quais é verificada a condição {\displaystyle (M)}.
Tome-se {\displaystyle \varepsilon =|{\mathcal {M}}_{1}-{\mathcal {M}}_{2}|/2} e calibres {\displaystyle \delta _{1}(t)} e {\displaystyle \delta _{2}(t)} tais que:
- {\displaystyle |\sigma ({\dot {P}}(T_{1},P_{1}),f)-{\mathcal {M_{1}|<\epsilon }}}, para qualquer partição livremente pontilhada, {\textstyle {\dot {\mathcal {P}}}(T_{1},P_{1})}, {\displaystyle \delta _{1}}-fina,

e
- {\displaystyle |\sigma ({\dot {P}}(T_{2},P_{2}),f)-{\mathcal {M_{2}|<\epsilon }}}, qualquer que seja a  partição livremente pontilhada, {\textstyle {\dot {\mathcal {P}}}(T_{2},P_{2})}, {\displaystyle \delta _{2}}-fina.

Seja {\displaystyle \delta (x)=min\{\delta _{1}(x),\delta _{2}(x)\}} e usemos o Teorema 2 para obtermos uma partição pontilhada, {\textstyle {\dot {\mathcal {P}}}(T,P)}, que seja {\displaystyle \delta }-fina. 
Então, como ser {\displaystyle \delta }-fina implica ser {\displaystyle \delta _{1}}-fina e {\displaystyle \delta _{2}}-fina, obtemos
{\displaystyle |{\mathcal {M}}_{1}-{\mathcal {M}}_{2}|\leqslant |\sigma ({\dot {P}}(T,P),f)-{\mathcal {M_{1}|}}}{\displaystyle +|\sigma ({\dot {P}}(T,P),f)-{\mathcal {M}}_{2}|<2\varepsilon =|{\mathcal {M}}_{1}-{\mathcal {M}}_{2}|},
o que é contraditório.
Para os integrais de Riemann e de Henstock-Kurzweil a mesma demonstração pode ser seguida passo a passo.

## Alguns exemplos

### Exemplo 2
Com {\displaystyle a<b}, seja {\displaystyle f:[a,b]\rightarrow \mathbb {R} } tal que {\displaystyle f(a)=f(b)=0} e {\displaystyle f(x)=1} se {\displaystyle x\in ]a,b[.} Como se sabe, esta função é integrável à Riemann e o valor do sua integral é {\displaystyle b-a.} Mostremos que a função também é integrável à McShane, assumindo a integral respetiva, o mesmo valor.
Então dado {\displaystyle \varepsilon >0} seja {\displaystyle \delta (t)>0} o calibre dado por {\displaystyle \delta (a)=\delta (b)=\varepsilon /4} e {\displaystyle \delta (t)=b-a} se {\displaystyle t\in ]a,b[.}
Considerando uma partição pontilhada {\displaystyle {\dot {\mathcal {P}}}(T,P)=\{(t_{i},[x_{i-1},x_{i}]):i=1,...,n\}} podemos decompo-la nas sequências:
{\displaystyle (a,[x_{i_{j}-1},x_{i_{j}}])}, para {\displaystyle j=1,...,\lambda },
{\displaystyle (b,[x_{i_{k}-1},x_{i_{k}}])}, onde {\displaystyle k=1,...,\mu }, e 
{\displaystyle (t_{i_{r}},[x_{i_{r}-1},x_{i_{r}}])}, com {\displaystyle r=1,...,\nu }, em que {\displaystyle t_{i_{r}}\in ]a,b[} {\displaystyle (\lambda +\mu +\nu =n).}
Deste modo, {\displaystyle \sigma ({\dot {\mathcal {P}}}(T,P),f)=\textstyle \sum _{r=1}^{\nu }\displaystyle (x_{i_{r}}-x_{i_{r}-1})} e por conseguinte,
{\displaystyle |\sigma ({\dot {\mathcal {P}}}(T,P),f)-(b-a)|=\textstyle \sum _{j=1}^{\lambda }\displaystyle (x_{i_{j}}-x_{i_{j}-1})+\textstyle \sum _{k=1}^{\mu }\displaystyle (x_{i_{k}}-x_{i_{k}-1}).}
Assim, se {\displaystyle {\dot {\mathcal {P}}}(T,P)} for {\displaystyle \delta }-fina temos
{\displaystyle [x_{i_{j}-1},x_{i_{j}}]\subset [a-\delta (a),a+\delta (a)]}, para {\displaystyle j=1,...,\lambda }, e 
{\displaystyle [x_{i_{k}-1},x_{i_{k}}]\subset [b-\delta (b),b+\delta (b)]}, com {\displaystyle k=1,...,\mu }.
Atendendo a que estes intervalos não intersetam o seu interior, sendo  no máximo justapostos, obtemos
{\displaystyle |\sigma ({\dot {\mathcal {P}}}(T,P),f)-(b-a)|<2\delta (a)+2\delta (b)={\frac {\varepsilon }{2}}+{\frac {\varepsilon }{2}}=\varepsilon .}
Logo {\displaystyle f} é integrável à McShane e o valor do seu integral é {\displaystyle b-a.}
O exemplo seguinte mostra que existe uma distinção entre a integral de Riemann e a integral de McShane.

### Exemplo 3
Seja {\displaystyle d:[a,b]\rightarrow \mathbb {R} } a conhecida função de Dirichlet dada por
{\displaystyle d(x)={\begin{cases}1,&{\text{se }}x{\text{ é racional,}}\\0,&{\text{se }}x{\text{ é irracional,}}\end{cases}}}
que sabemos não ser integrável à Riemann. Mas mostremos tratar-se de uma função integrável no sentido de McShane.
Para isso comecemos por considerar o conjunto numerável, {\displaystyle \{r_{1},r_{2},...,r_{n},...\}}, dos números racionais do intervalo {\displaystyle [a,b]} e para {\displaystyle \varepsilon >0}, qualquer, constituamos o calibre
{\displaystyle \delta (x)={\begin{cases}\varepsilon 2^{-n-1},&{\text{se }}x=r_{n}{\text{ e }}n=1,2,...,\\1,&{\text{se }}x{\text{ é irracional.}}\end{cases}}}
Seja {\displaystyle {\dot {\mathcal {P}}}(T,P)=\{(t_{i},[x_{i-1},x_{i}]):i=1,...,n\}} uma partição livremente pontilhada {\displaystyle \delta }-fina tendo como soma de Riemann {\displaystyle \sigma ({\dot {P}}(T,P),f)=\textstyle \sum _{i=1}^{n}\displaystyle f(t_{i})(x_{i}-x_{i-1})}.
Tendo em conta que {\displaystyle f(t_{i})=0} sempre que {\displaystyle t_{i}} é irracional, eliminemos da sequência de pares que constituem a partição pontilhada, os pares {\displaystyle (t_{i},[x_{i-1},x_{i}])} em que {\displaystyle t_{i}} é irracional. O que resta são subsequências do tipo {\displaystyle (r_{k},[x_{i_{1}-1},x_{i_{1}}]),...,(r_{k},[x_{i_{k}-1},x_{i_{k}}])} em que cada intervalo {\displaystyle [x_{i_{j}-1},x_{i_{j}}]\subset ]r_{k}-\delta (r_{k}),r_{k}+\delta (r_{k})[}, {\displaystyle j=1,...,k.} Atendendo a que os diversos subintervalos determinados pela partição são justapostos, cada uma destas subsequências dá origem na soma de Riemann a subsomas do tipo
{\textstyle \textstyle \sum _{j=1}^{k}\displaystyle f(r_{k})(x_{i_{j}}-x_{i_{j}-1})=\textstyle \sum _{j=1}^{k}\displaystyle (x_{i_{j}}-x_{i_{j}-1})<2\delta (r_{k})={\frac {\varepsilon }{2^{n}}}}.
Logo {\textstyle 0\leq \sigma ({\dot {P}}(T,P),f)<\textstyle \sum _{n\geq 1}\displaystyle \varepsilon /2^{n}=\varepsilon }, o que prova que a função de Dirichlet é integrável à McShane sendo o valor da integral respetiva igual a zero.

## Relação com derivadas
Qualquer dos três integrais acima definidos verifica as propriedades elementares relativas a funções reais definidas num intervalo {\displaystyle [a,b]} que a seguir enumeramos, onde por {\textstyle \int _{a}^{b}f} designamos indistintamente o valor de cada um desses integrais
1. Se {\displaystyle f} é integrável em {\displaystyle [a,b]} então {\displaystyle f} é integrável em cada subintervalo de {\displaystyle [a,b]}.
2. Se {\displaystyle f} é integrável em {\displaystyle [a,c]} e {\displaystyle [c,b]} então {\displaystyle f} é integrável em {\displaystyle [a,b]} e {\textstyle \int _{a}^{c}f+\int _{c}^{b}f=\int _{a}^{b}f}.
3. Se {\displaystyle f} é contínua em {\displaystyle [a,b]} então {\displaystyle f} é integrável em {\displaystyle [a,b]}.
4. Se {\displaystyle f} é monótona em {\displaystyle [a,b]} então {\displaystyle f} é integrável em {\displaystyle [a,b]}.
5. Seja {\displaystyle \phi :[a,b]\rightarrow [\alpha ,\beta ]} uma função diferenciável e estritamente monótona. Então {\displaystyle f:[\alpha ,\beta ]\rightarrow \mathbb {R} } é integrável em {\displaystyle [\alpha ,\beta ]} se e só se {\textstyle (f\circ \phi )|\phi '|} é integrável em {\displaystyle [a,b]}, caso em que {\textstyle \int _{a}^{b}(f\circ \phi )|\phi '|=\int _{\alpha }^{\beta }f}.
6. Se {\displaystyle f} é integrável em {\displaystyle [a,b]} então {\displaystyle kf} é integrável em {\displaystyle [a,b]} e {\textstyle \int _{a}^{b}kf=k\int _{a}^{b}f}, para cada {\displaystyle k\in \mathbb {R} }.
7. Sejam {\displaystyle f} e {\displaystyle g} funções integráveis em {\displaystyle [a,b]}. Então:

- {\displaystyle f+g} é integrável em {\displaystyle [a,b]} e {\textstyle \int _{a}^{b}(f+g)=\int _{a}^{b}f+\int _{a}^{b}g}

- {\displaystyle f\leq g} em {\displaystyle \left[a,b\right]}{\textstyle \Rightarrow \int _{a}^{b}f\leq \int _{a}^{b}g}.

No que respeita aos integrais de Henstock-Kurzweil e de McShane as demonstrações destas propriedades são idênticas excetuando ligeiras variações inerentes às diferenças de definição (ver, por exemplo, Washek Pfefer [Sec. 6.1]). Olhando também o que acima foi referido, se atentarmos na demonstração da unicidade da integral de McShane, ela pode repetir-se verbatim para concluir a unicidade da integral de Henstock-Kurzweil.
Observamos assim inicialmente um certo paralelismo entre estes dois integrais. Porém, surge uma impercetível rutura entre eles quando se analisam outras propriedades, como as que respeitam a integrabilidade absoluta e a integrabilidade das derivadas de funções integráveis. 
A este respeito são válidos os seguintes teoremas (ver [Prop.2.2.3 e Th. 6.1.2]). 

### Teorema 4 (da integrabilidade absoluta da integral de McShane)
Se {\displaystyle f:[a,b]\rightarrow \mathbb {R} } integrável em {\displaystyle [a,b]}, segundo McShane, então também {\displaystyle |f|} é integrável à McShane em {\displaystyle [a,b]} e {\textstyle |\int _{a}^{b}f|\leq \int _{a}^{b}|f|}.

### Teorema 5 (fundamental do integral de Henstock-Kurzweil)
Se {\textstyle F:[a,b]\rightarrow \mathbb {R} } é diferenciável em {\displaystyle [a,b]}, então {\textstyle F'} é integrável em {\displaystyle [a,b]} segundo Henstock-Kurzweil e{\textstyle \int _{a}^{b}F'=F(b)-F(a)}.
Com o objetivo de ilustrar estes teoremas analisemos o seguinte exemplo.

### Exemplo 4
Consideremos a seguinte função:
{\displaystyle F(x)={\begin{cases}x^{2}\cos(\pi /x^{2}),&{\text{se }}x\neq 0,\\0,&{\text{se }}x=0.\end{cases}}}
Trata-se de uma função obviamente diferenciável se {\displaystyle x\neq 0}, igualmente diferenciável em {\displaystyle x=0}, já que {\textstyle \lim _{x\to 0}\left({\frac {F(x)}{x}}\right)=\lim _{x\to 0}\left(x\cos {\frac {\pi }{x^{2}}}\right)=0}.
Além disso,
{\textstyle F'(x)={\begin{cases}2x\cos(\pi /x^{2})+{\frac {2\pi }{x}}\sin(\pi /x^{2}),&{\text{se }}x\neq 0,\\0,&{\text{se }}x=0.\end{cases}}}
Como a função
{\displaystyle h(x)={\begin{cases}2x\cos(\pi /x^{2}),&{\text{se }}x\neq 0,\\0,&{\text{se }}x=0,\end{cases}}}
é contínua e, pelo Teorema 5, a função {\displaystyle F'(x)} é, por exemplo, em {\displaystyle [0,1],} integrável segundo Henstock-Kurzweil, então, pelas propriedades 6 e 7, o mesmo sucede à função
{\textstyle g_{0}(x)={\begin{cases}{\frac {1}{x}}\sin(\pi /x^{2}),&{\text{se }}x\neq 0,\\0,&{\text{se }}x=0.\end{cases}}}
Ora a função
{\textstyle g(x)=|g_{0}(x)|={\begin{cases}{\frac {1}{x}}|\sin(\pi /x^{2})|,&{\text{se }}x\neq 0,\\0,&{\text{se }}x=0,\end{cases}}}
não é integrável em {\displaystyle [0,1]} para nenhuma das integrais mencionadas. Na verdade, se o fosse, designando qualquer dessas integrais por {\textstyle \int _{0}^{1}g(x)dx} teríamos necessariamente {\textstyle \int _{0}^{1}g(x)dx\geq \int _{1/{\sqrt {n}}}^{1}{\frac {1}{x}}|\sin(\pi /x^{2})|dx,}para qualquer {\displaystyle n\in {\mathbb {N} }}. Procedendo à mudança de variável {\textstyle x=1/{\sqrt {t}}}, obtemos de acordo com a propriedade 5:
{\displaystyle \int _{1/{\sqrt {n}}}^{1}{\frac {1}{x}}|\sin(\pi /x^{2})|dx={\frac {1}{2}}\int _{1}^{n}{\frac {1}{t}}|\sin(\pi t)|dt={\frac {1}{2}}\sum _{k=2}^{n}\int _{k-1}^{k}{\frac {1}{t}}|\sin(\pi t)|dt\geq }
{\displaystyle \geq {\frac {1}{2}}\sum _{k=2}^{n}{\frac {1}{k}}\int _{k-1}^{k}|\sin(\pi t)|dt={\frac {1}{\pi }}\sum _{k=2}^{n}{\frac {1}{k}}}.
Atendendo a que {\displaystyle n\in {\mathbb {N} }} é arbitrário e {\textstyle \lim _{n\to \infty }\sum _{k=2}^{N}{\frac {1}{k}}=+\infty }, chegamos a uma contradição.
Das situações descritas neste exemplo, podemos então tirar as seguintes consequências:
I) O Teorema 4 não é válido para o integral segundo Henstock-Kurzweil, já que {\displaystyle g_{0}} é integrável à Henstock-Kurzweil e {\displaystyle g} não é.
II) O Teorema 5 não é válido para o integral de McShane. Se o fosse então {\displaystyle F'} seria integrável à McShane, o mesmo sucedendo a {\displaystyle g_{0}}, e pelo Teorema 4 também a {\displaystyle g}, obtendo-se assim um absurdo.
III) {\displaystyle F'} pode figurar assim como exemplo de uma função integrável segundo Henstock-Kurzweil que não é integrável à McShane. Isto é, tendo em conta o Teorema 3, a classe das funções integráveis à McShane é mais restrita que a das integráveis segundo Henstock-Kurzweil.

## Relação com a integral de Lebesgue
O resultado mais importante e talvez o mais surpreendente da integral de McShane é o que descrevemos no teorema seguinte.

### Teorema 6
Seja {\displaystyle f:[a,b]\rightarrow \mathbb {R} }. Então
{\displaystyle f} é integrável à McShane {\displaystyle \Leftrightarrow } {\displaystyle f} é integrável à Lebesgue.
As integrais correspondentes coincidem.
A demonstração deste teorema não é imediata. Antes obriga a que se estabeleçam previamente vários resultados para a integral de McShane em relação com resultados já conhecidos da integral de Lebesgue. Neste sentido, chamamos a atenção do leitor para Washek Pfeffer [Ch. 4] e também para os trabalhos de Robert McLeod [Ch. 8], Russel Gordon [Ch. 10] e Douglas Kurtz e Charles Swartz.
Constitui-se com ele uma espécie de unificação da teoria da integração em torno das somas de Riemann que praticamente lhe deram origem.